# 李奎遠
李奎遠（韓語：이규원；1833年3月19日—1901年11月11日），字星五（韓語：성오），李氏朝鮮時代的官吏。
他生於江原道，19歳武科合格開始出任公職。1881年被朝鮮高宗任命為鬱陵島檢察使，1882年被派遣到當地，他發現島上只有106個居民，他花了10天時間詳細調查島上情況，把報告上奏國王，認為這里是古代的于山島，報告中提及有日本人在島上採伐木材，因土地肥沃，他建議移民1000戶和建設14個港口。
後朝鮮向日本抗議，並重新關注此地。
李奎遠後歷任兵曹參判，咸鏡南道兵馬節度使、濟州牧使等職務，諡號莊僖（韓語：장희）。